# Imst
Imst (rätoromanisch Damaistⓘ) im österreichischen Bundesland Tirol ist die Hauptstadt des politischen Bezirks Imst sowie des Gerichtsbezirks Imst und hat 11.183 Einwohner (Stand 1. Jänner 2025).

## Geographie

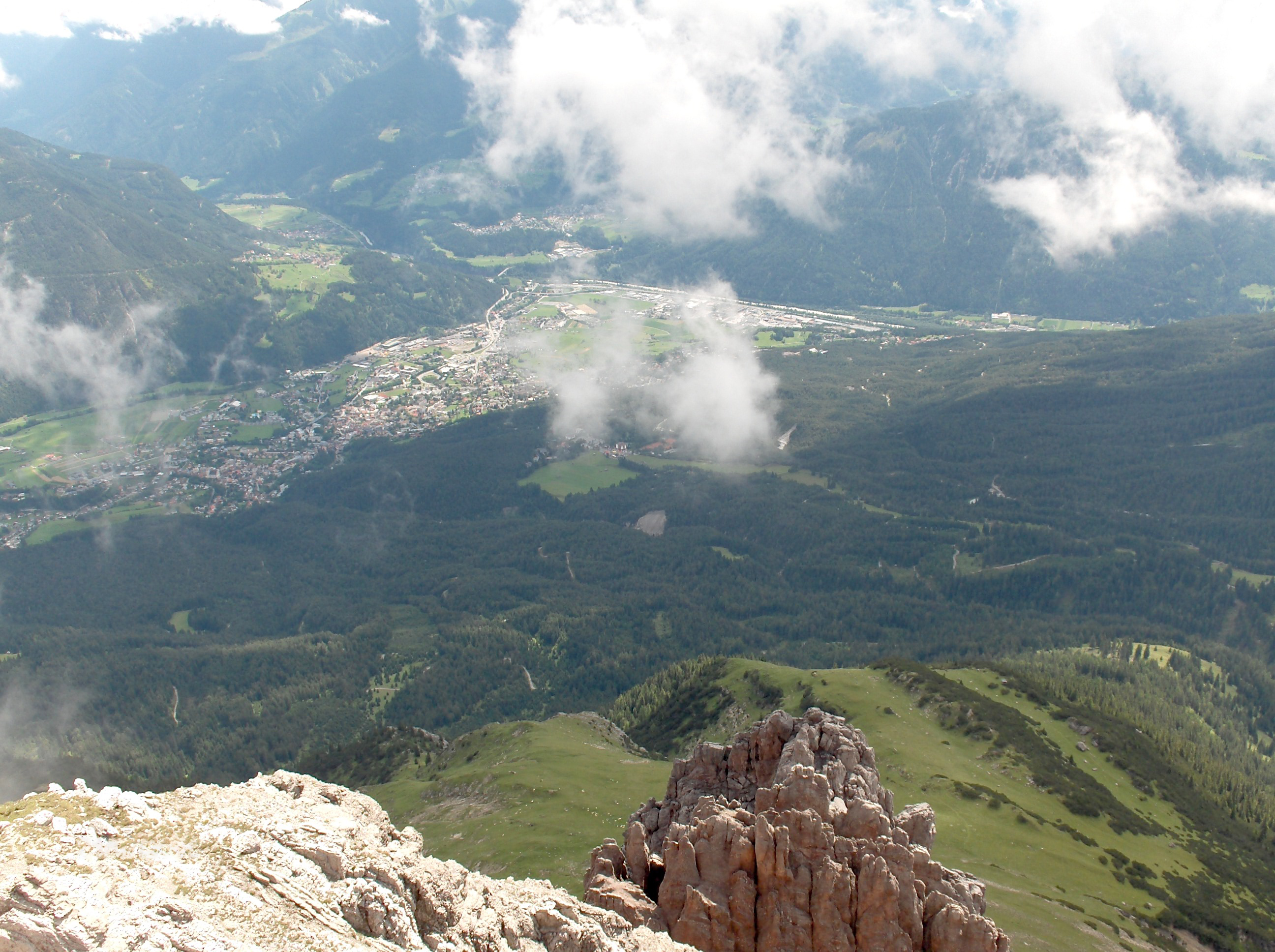
Imst von der Vorderen Platteinspitze (2565 m) aus gesehen

Imst liegt auf 828 m Seehöhe im Oberinntal, am Rande der Lechtaler Alpen. Der Hausberg ist der 2774 m hohe Muttekopf. Die südliche Gemeindegrenze bildet der Inn.

### Stadtgliederung
Man unterscheidet zwischen der Ober- und Unterstadt. Weitere Imster Ortsteile sind: Auf Arzill, Brennbichl, Gunglgrün, Am Grettert, Sonnberg, Weinberg, Hoch-Imst und Teilwiesen.

### Nachbargemeinden
| StanzachPfafflarHäselgehr(alle Bez. Reutte) | Namlos (Bez. Reutte)                        | Tarrenz                  |
| Gramais (Bez. Reutte)                       | Kompassrose, die auf Nachbargemeinden zeigt |                          |
| ZamsSchönwies(beide Bez. Landeck)           | Mils bei Imst Imsterberg                    | KarröstenArzl im Pitztal |

### Klima
|                        | Jan  | Feb  | Mär  | Apr  | Mai  | Jun  | Jul  | Aug  | Sep  | Okt  | Nov  | Dez  |   |      |
| Mittl. Temperatur (°C) | −2,5 | −1,1 | 3,2  | 7,1  | 12,3 | 15,2 | 17,0 | 16,3 | 12,4 | 7,9  | 2,0  | −1,6 | ⌀ | 7,4  |
| Mittl. Tagesmax. (°C)  | 2,2  | 4,9  | 10,1 | 14,3 | 19,5 | 22,2 | 24,2 | 23,4 | 19,2 | 14,6 | 6,9  | 2,4  | ⌀ | 13,7 |
| Mittl. Tagesmin. (°C)  | −5,7 | −5,0 | −1,3 | 1,9  | 6,5  | 9,6  | 11,5 | 11,4 | 8,0  | 4,0  | −1,2 | −4,5 | ⌀ | 3    |
|                        |      |      |      |      |      |      |      |      |      |      |      |      |   |      |
| Niederschlag (mm)      | 47   | 44   | 50   | 37   | 65   | 93   | 117  | 125  | 66   | 48   | 50   | 51   | Σ | 793  |
|                        |      |      |      |      |      |      |      |      |      |      |      |      |   |      |
| Luftfeuchtigkeit (%)   | 65,9 | 55,8 | 45,6 | 42,9 | 43,9 | 47,1 | 49,2 | 52,3 | 53,8 | 56,4 | 66,6 | 72,9 | ⌀ | 54,4 |

| −5,7 |

| −5,0 |

| −1,3 |

| 1,9 |

| 6,5 |

| 9,6 |

| 11,5 |

| 11,4 |

| 8,0 |

| 4,0 |

| −1,2 |

| −4,5 |

| −5,7 |

| −5,0 |

| −1,3 |

| 1,9 |

| 6,5 |

| 9,6 |

| 11,5 |

| 11,4 |

| 8,0 |

| 4,0 |

| −1,2 |

| −4,5 |

## Geschichte

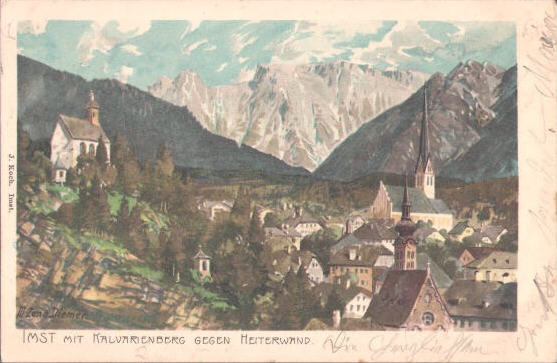
Ansichtskarte von 1903 nach einem Gemälde von Michael Zeno Diemer

Die ältesten Siedlungsspuren im Gebiet um Imst stammen aus der Bronzezeit.
In der Römerzeit war Imst ein Verkehrsknoten an der Via Claudia Augusta, die von Imst über den heutigen Fernpass ins Außerfern führte.
763 wird Imst erstmals urkundlich als „in opido Humiste“ – Teil der Gründungsausstattung der in Scharnitz vom Bistum Freising errichteten Klosterkirche St. Peter – genannt. Der Name soll auf eine frühe Form des lateinischen humidus (feucht) zurückgehen, das mit dem Wortbildungsmorphem -iste verbunden wurde. Der Name lässt sich als Nassfeld, feuchter Grund übersetzen. Die Genese des Toponyms: 1120 als „Uemeste“, 1143 als „Umiste“, 1278 als „Umeste“, 1296 als „Ümst“. Im Spätmittelalter setzt sich schließlich die Lautung Imst durch.
1266 erwarb Meinhard II. von Tirol das Gebiet aus bayerischem Besitz und verlieh Imst 1282 das Marktrecht. Dieses brachte Sonderrechte für den Warenhandel und somit einen wirtschaftlichen Aufschwung, sodass Meinhard geneigt war, Imst das Stadtrecht einzuräumen. Zwar bestätigte Meinhards Sohn Heinrich 1312 das Dokument seines Vaters, das die Stadterhebung beurkundete, machte den Imstern aber zur Bedingung, auf eigene Kosten eine Stadtmauer zu errichten, was freilich nicht geschah. 1822 gab es eine große Brandkatastrophe. 1898 erhielt Imst dann, rund 750 Jahre nach dem ersten Ansinnen, das Stadtrecht verliehen.
Imst spielte eine Rolle in der Zeit des Nationalsozialismus, als die Stadt als erste Tiroler Kommune bereits 1933 Adolf Hitler zum Ehrenbürger ernannte, was erst in den 1990er-Jahren revidiert wurde. Auch in der jüngeren Zeit sorgte eine nach dem „größten Nazidichter Tirols“, Jakob Kopp, benannte Straße und die versäumte Umbenennung für Aufsehen und Diskussionen.

Konfrontiert mit dem Elend von Kriegswaisen und heimatlosen Kindern nach dem Zweiten Weltkrieg, gründete Hermann Gmeiner 1949 den Verein SOS-Kinderdorf. Mit Freunden baute er in Imst das erste Kinderdorf der Welt, das am 15. April 1951 nach zweijähriger Bauzeit eröffnet wurde.

### Bevölkerungsentwicklung
EinwohnerJahr200040006000800010.00012.0001860189019201950198020102040EinwohnerEinwohnerentwicklung von Imst

## Kultur und Sehenswürdigkeiten

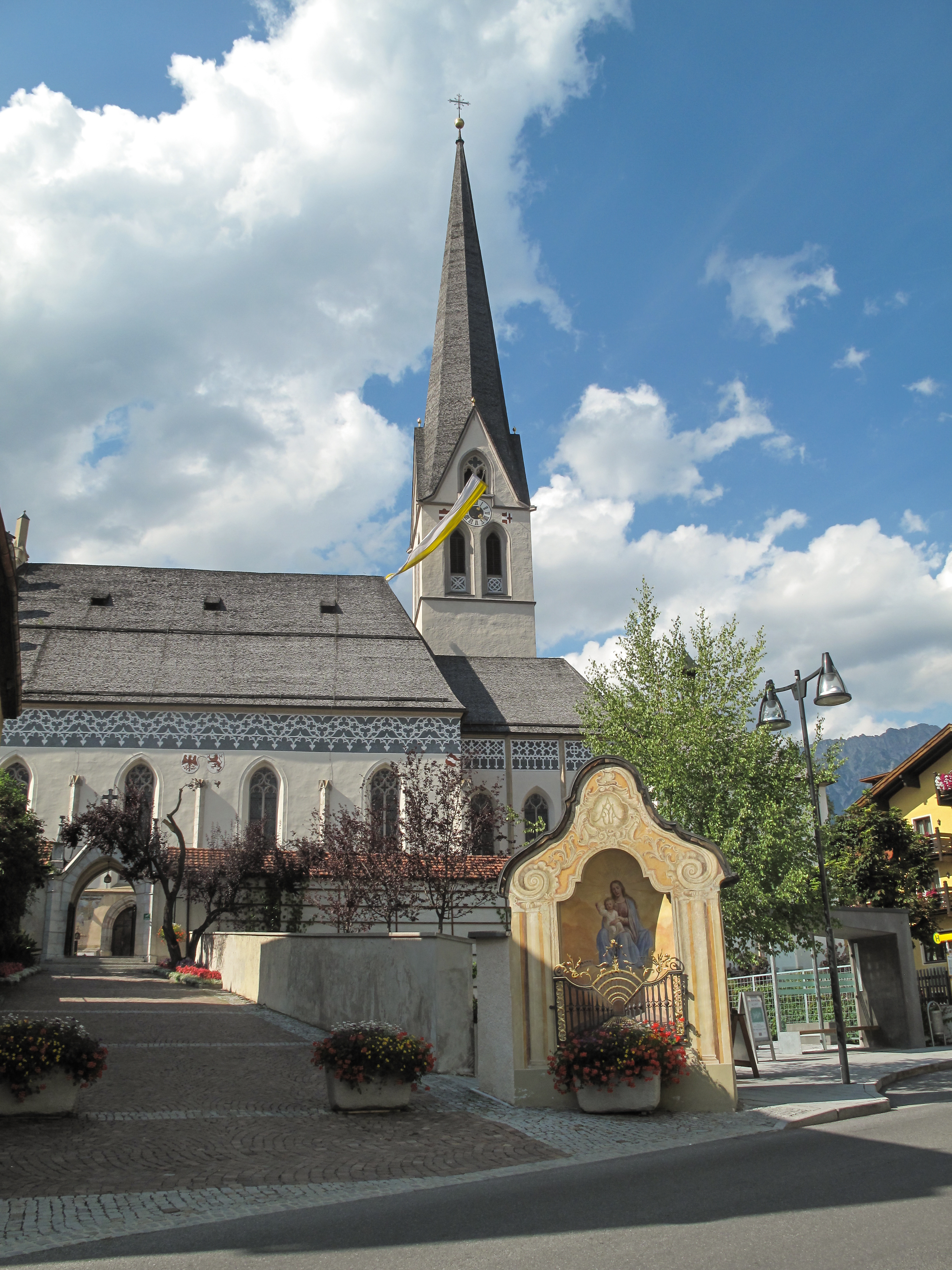
Pfarrkirche Imst

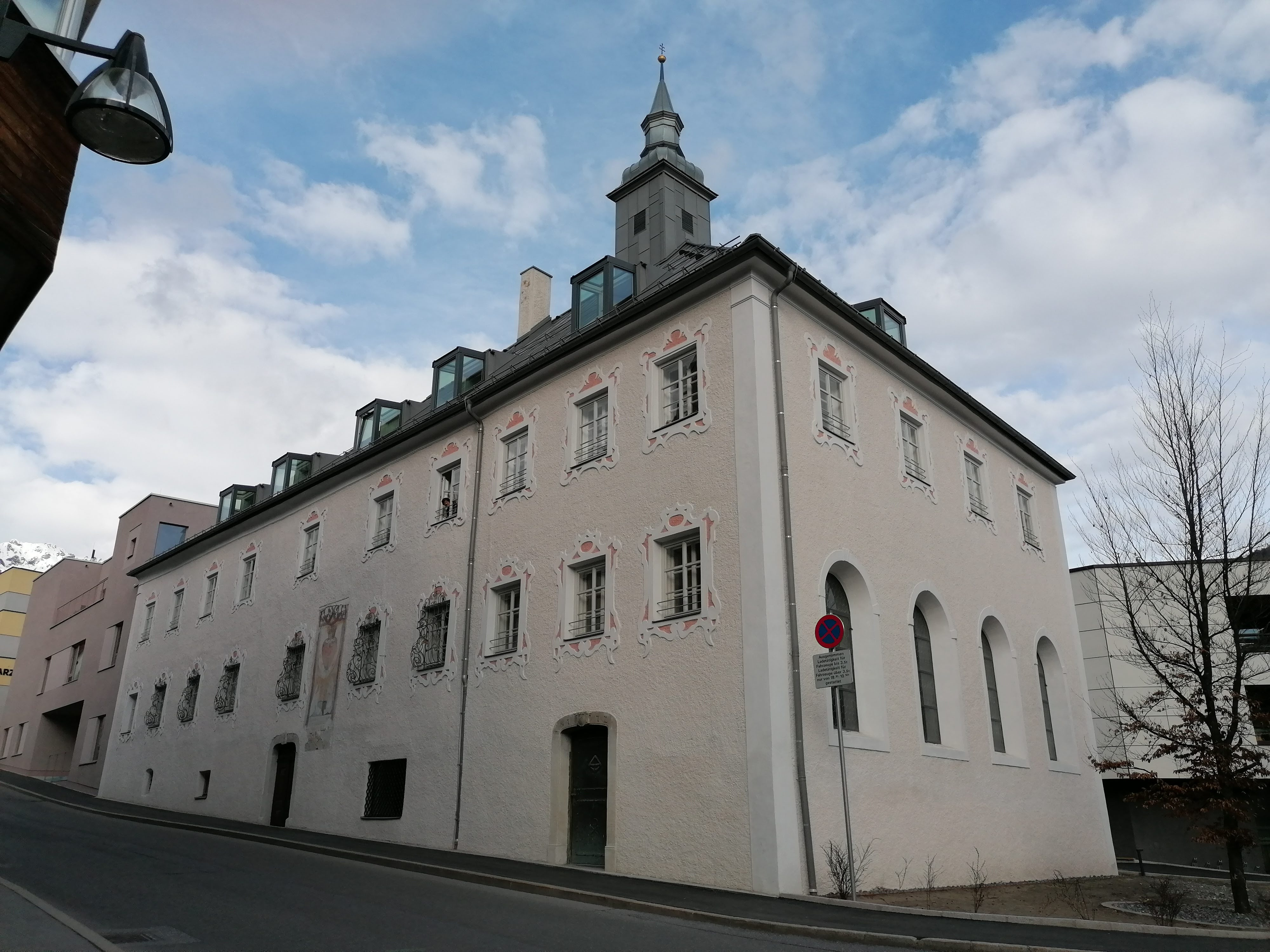
Kloster der Barmherzigen Schwestern Imst

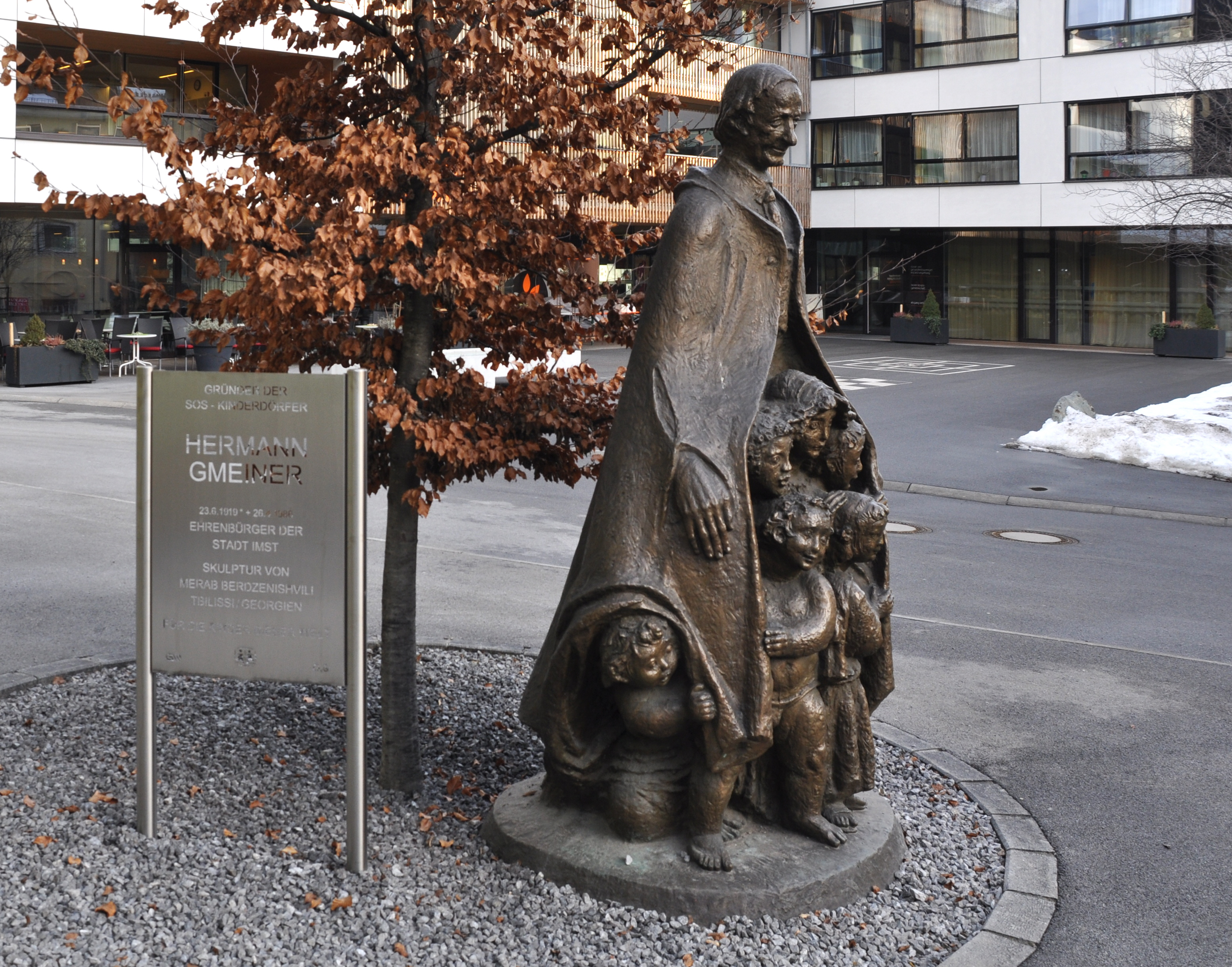
Hermann-Gmeiner-Denkmal, Bildhauer Merab Berdsenischwili

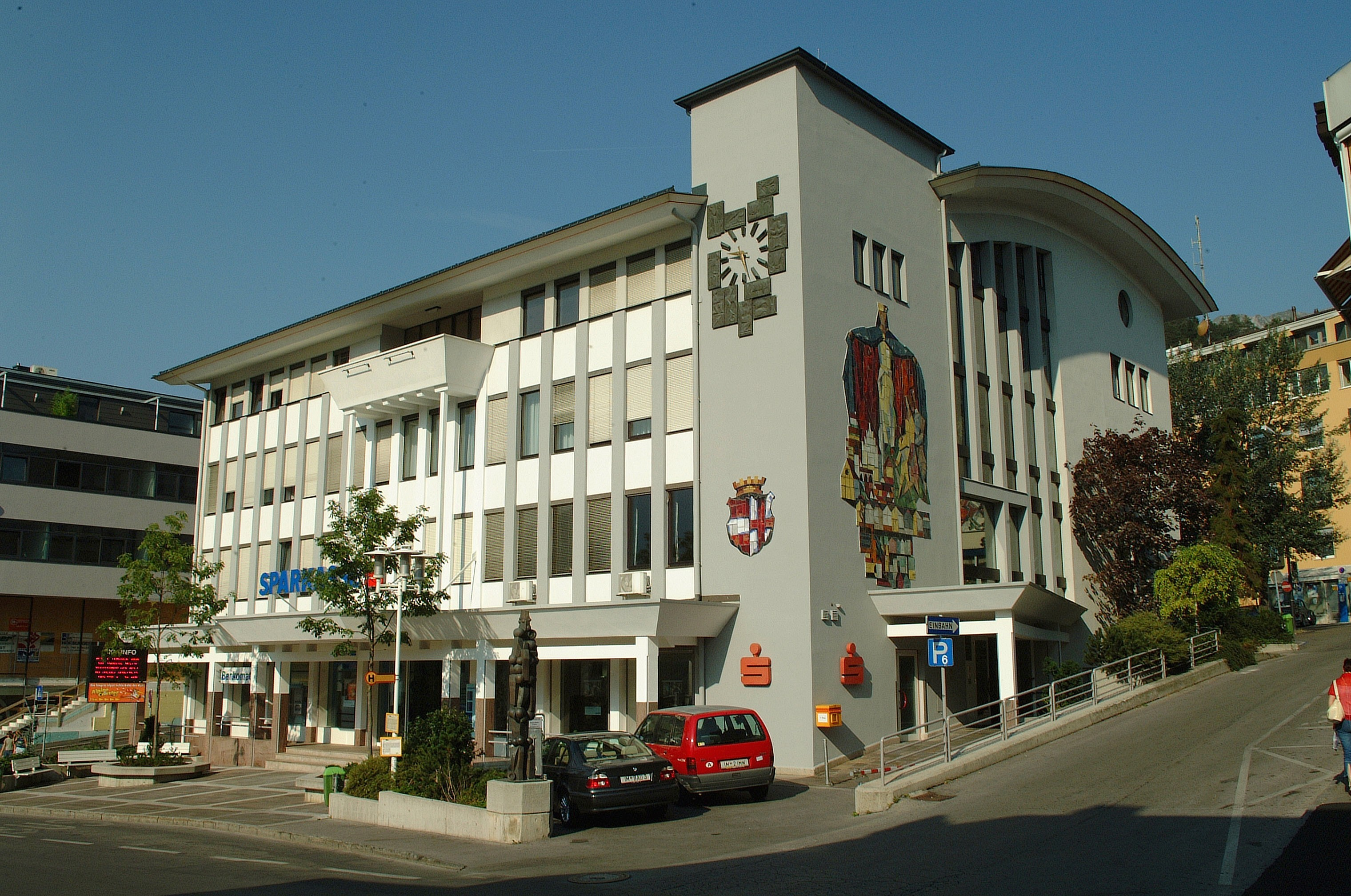
Das Sparkassengebäude in Imst

- Altstadt: Das Erscheinungsbild von Imst ist durch Bürgerhäuser von der Gotik bis in den Barock ausgezeichnet und zeigt sich heute stark urban und vom Tourismus überprägt.
- Die katholische Pfarrkirche Imst wurde von 1462 bis 1493 als spätgotische Hallenkirche von der Imster Bauhütte errichtet. Der Innenraum wurde 1780 barockisiert und nach einem Brand 1822 neu gewölbt und um 1908 wieder gotisch rekonstruiert.
- Kapuzinerkloster Imst
- Kloster der Barmherzigen Schwestern Imst
- Museum im Ballhaus: Das Museum im Ballhaus dokumentiert die Stadtgeschichte. Es befindet sich in einem Gebäude aus dem 16. Jahrhundert.
- Brunnen: Die Versorgung der Stadt mit Trink- und Nutzwasser war ursprünglich auf öffentliche Brunnen beschränkt. Über 35 Trinkbrunnen prägen das Bild der Stadt („Brunnenstadt Imst“). 18 davon sind historische, zumeist Heiligen gewidmete Brunnen, die mit Sorgfalt renoviert wurden. Diese Brunnen dienten nicht nur den Bürgern, sondern auch dem zahlreichen Vieh. Bei den zwei großen Prozessionen (Fronleichnam und Mariä Himmelfahrt) werden die Brunnen besonders schön geschmückt.
- Ansitz Rofenstein, Gerichtsgebäude aus dem 13. Jahrhundert, heute Amtsgebäude der Bezirkshauptmannschaft von Imst.
- Das Bundesrealgymnasium Imst, von 1970 bis 1973 erbaut, wurde als Musterschule der Vorfertigung im Schulbau unter Denkmalschutz gestellt.
- Landwirtschaftliche Landeslehranstalt Imst
- Imster Artclub: In der Kulturszene setzt der Imster Artclub immer wieder Akzente mit großen Konzerten und Festivals (wie z. B. den Rolling Stones oder Velvet Revolver).
- Imst ist Heimatort vieler bildender Künstler.
- Die Stadt beherbergt zwei Theatervereine.
- Zeitweise lebte und arbeitete der Dramatiker und Filmschaffende Hans Hömberg in Imst.
- Imster Schemenlaufen: Die Imster Fasnacht, das Schemenlaufen, wurde 2012 in die Repräsentative Liste des immateriellen Kulturerbes der Menschheit der UNESCO aufgenommen. Aus dem alten Widum, einem desolaten Barockbau, wurde nach mühevoller und sorgfältiger Arbeit das Haus der Fasnacht mit Archiv und Fasnachtsmuseum. Die Zusammenarbeit mit den beiden anderen großen Fasnachtsorten des Oberlandes, Telfs und Nassereith, wurde intensiviert. Neben der „großen Fasnacht“ findet alle drei bis fünf Jahre die Buabefasnacht statt, die kleine Ausgabe des Schemenlaufens. Bei der Buabefasnacht 2014 waren rund 340 begeisterte „Buaben“ im Alter von 6 bis 16 Jahren dabei.

### Sport und Freizeit

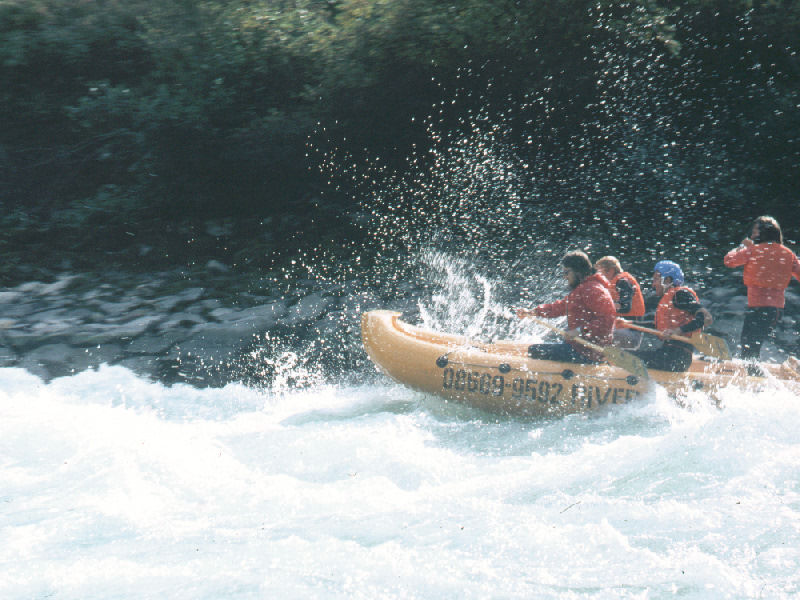
Rafting Imster Schlucht

- Klettern: Das moderne Sportklettern hat in Imst große Bedeutung. In der Imster Kletterhalle werden Europameisterschaften und Weltcups ausgetragen, trainieren Familien, Schulen und Spitzensportler ihr Kletterkönnen. Eine Vielzahl von Kletterrouten und Klettersteige wie der Imster Klettersteig erschließen die Bergwelt im Freien.
- Sommerrodelbahn (3.535 m, zweitlängste der Welt)
- Rafting
- Canyoning
- Radfahren: Der Ort liegt am Fernradweg Via Claudia Augusta, der entlang einer gleichnamigen antiken Römerstraße verläuft.
- Ski Alpin: Skigebiet Hoch-Imst
- Panoramaterrasse SunOrama und Aussichtsplattform Adlerhorst nahe der Bergstation am Alpjoch[6]
- Seit 1779 besteht die Schützenkompanie Imst.

### Rosengartenschlucht
Auf einer Länge von 1,5 km gräbt sich der Schinderbach durch die Felsrücken der Imster Mittelgebirgsterrassen bis zur Johanneskirche (Höhenunterschied 250 m). Am oberen Ende der Klamm befindet sich die Blaue Grotte, eine durch antiken Bergbau entstandene Höhle. Insbesondere durch die Nähe der Rosengartenschlucht zum Stadtkern stellt sie für die Bevölkerung und für die Touristen ein attraktives Naherholungsgebiet dar. Der Pfad durch die Schlucht verbindet Imst mit Hoch-Imst und den dort vorhandenen Freizeiteinrichtungen. Ein beliebter Wanderweg verbindet den Aufstieg durch die Schlucht mit dem Abstieg über den Aussichtspunkt am Wetterkreuz.
Der Eintritt zur Schlucht ist kostenfrei täglich zwischen Mitte April und dem Wintereinbruch möglich.
Die Rosengartenschlucht ist infolge ihrer landschaftsökologischen und –ästhetischen Werte eines der Tiroler Schutzgebiete in der Kategorie Geschützter Landesteil. Interessante geologische Erscheinungen, eine vielfältige Vegetation sowie eine artenreiche Vogelwelt stellen einen Kleinlebensraum dar, wie er nur noch selten vorzufinden ist. 

## Wirtschaft und Infrastruktur
Die Industriegeschichte war besonders geprägt durch den Bergbau im 15. und 16. Jahrhundert, sowie im 18. und 19. Jahrhundert durch die Textilindustrie. Zu dieser Zeit verkauften die Vogelhändler aus Imst ihre gezüchteten Singvögel in ganz Europa. Der Komponist Carl Zeller schrieb dazu die Operette Der Vogelhändler. Die Landwirtschaft hat an Bedeutung verloren, es entstand eine gemischte Wirtschaftsstruktur aus Industrie, Handel, Handwerk und Tourismus. Neben der Innenstadt haben sich in der Imster Au zahlreiche Fachmärkte und Industriebetriebe niedergelassen.
Im Sommertourismus ist Imst ein Zentrum für Outdoor-Sportarten wie Klettern, Rafting und Canyoning.

### Verkehr

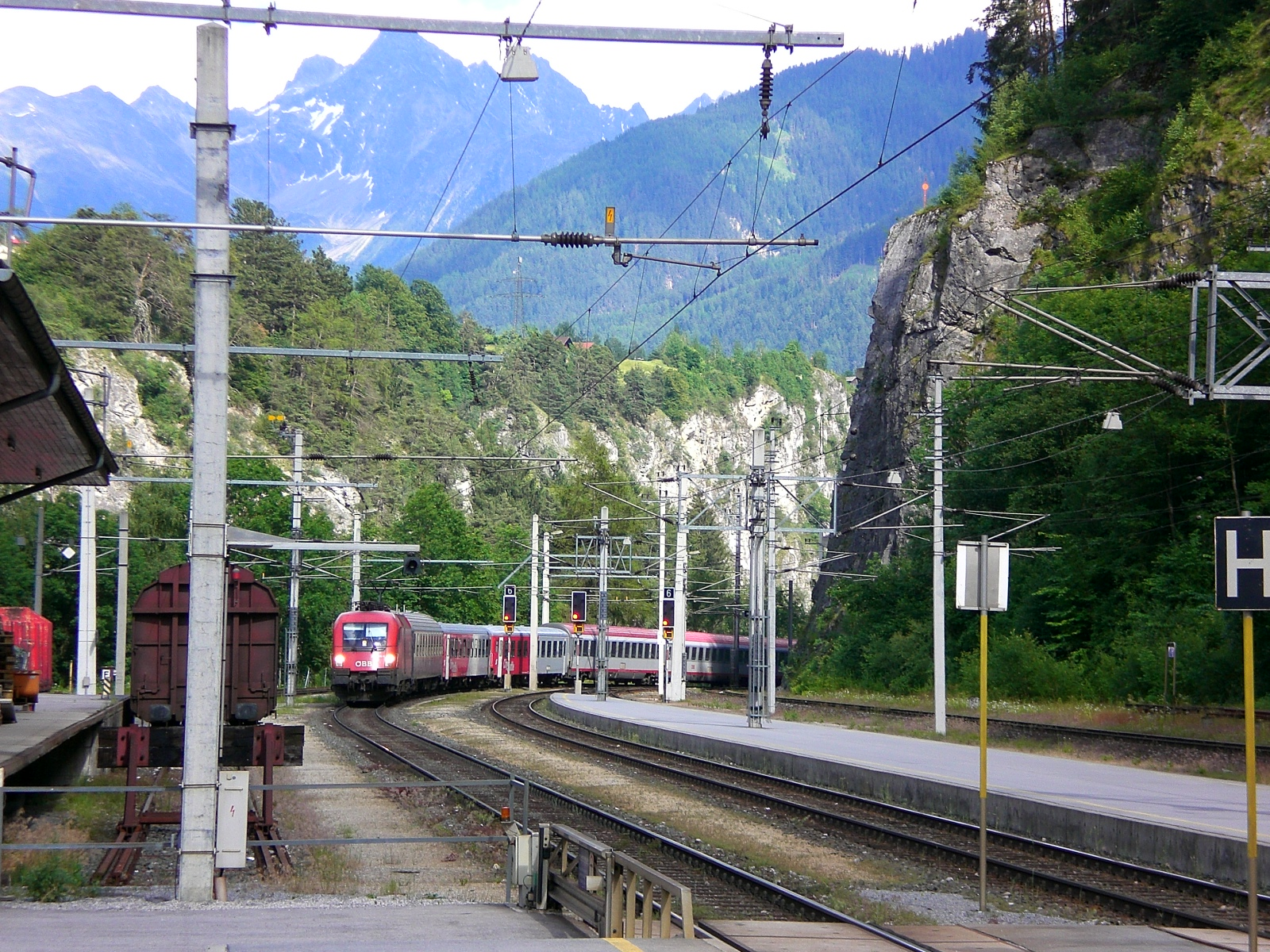
Für den Bau der Arlbergbahn musste bei Imst ein tiefer Einschnitt errichtet werden

Imst verfügt über zwei Anschlussstellen auf die Inntalautobahn A 12. Von Imst führt eine Passstraße über das Hahntennjoch nach Elmen im Lechtal, die besonders bei Motorradfahrern sehr beliebt ist.
In der Imster Schlucht liegt der Bahnhof Imst-Pitztal der Arlbergbahn. Obwohl es sich um einen eher kleinen Bahnhof handelt, wird er von Schnellzügen der ÖBB angefahren. Damit stellt der Bahnhof für die gesamte Region einen bedeutenden Verkehrsknotenpunkt dar.

## Politik

### Gemeinderat
In den Gemeinderat werden 19 Mandatare gewählt:
| Partei                                                   | 2022    | 2022    | 2022      |
| Partei                                                   | Prozent | Stimmen | Mandatare |
| -------------------------------------------------------- | ------- | ------- | --------- |
| ALLE FÜR IMST mit Stefan Weirather (STEFAN)              | 25,39   | 1292    | 5         |
| Inser Darhuam (ID)                                       | 20,52   | 1044    | 4         |
| Initiativ für Imst, Liste Andrea Jäger (IFI)             | 11,52   | 586     | 3         |
| Fokus Imst, Richard Aichwalder (FI)                      | 8,88    | 452     | 2         |
| Vereint für Imst mit Norbert Manuel Praxmarer (FÜR IMST) | 8,67    | 441     | 1         |
| Die Grünen Imst (GRÜNE)                                  | 7,23    | 368     | 1         |
| Menschen Freiheit Grundrechte (MFG)                      | 7,13    | 363     | 1         |
| Freiheitliche Partei Imst (FPÖ)                          | 5,58    | 284     | 1         |
| Gemeinsam für unser Imst Team Friedl (FILLAFER)          | 5,07    | 258     | 1         |

### Bürgermeister
- bis 2008 Gerhard Reheis (SPÖ)
- 2008–2010 Gebhard Mantl (ÖVP)
- seit 2010 Stefan Weirather (ÖVP)

### Wappen
Wappenbeschreibung: Gespalten in Rot und Silber. Vorn ein breiter silberner Balken, hinten ein rotes Prankenkreuz.

## Persönlichkeiten

### Ehrenbürger der Gemeinde
- 2010: Alois Oberhuber (* 1940), Pfarrer von Imst 2000–21[10][11]
- 2010: Gerhard Reheis (* 1955), Politiker (SPÖ)[12]

### Söhne und Töchter der Stadtgemeinde
- Peter Paul Perwanger (≈1688–1754), Barockmaler
- Josef Anton Renn (1715–1790), Bildhauer
- Joseph Deutschmann (1717–1787), Bildhauer
- Josef Kiechl (1757–1829), Bildhauer und Erzgießer
- Josef Klemens Witwer (1760–1808), Bildhauer
- Hartmann Witwer (1774–1825), Bildhauer
- Gottlieb Klotz der Ältere (1780–1834), Bildhauer
- Franz Xaver Renn (1784–1875), Bildhauer, Vater von Gottfried Renn
- Johann Nepomuk Ebner von Rofenstein (1790–1876), Beamter, Kreishauptmann von Vorarlberg
- Josef Alois Dialer (1797–1846), Bildhauer
- Gottfried Renn (1818–1900), Bildhauer in Speyer, Sohn von Franz Xaver Renn
- Johann Grissemann (1831–1892), Bildhauer
- Theodor von Hörmann (1840–1895), Landschaftsmaler
- Matthias Konrath (1843–1925), österreichisch-deutscher Anglist und Hochschullehrer
- Friedrich Heinrich Suso Denifle (1844–1905), Kirchenhistoriker, Dominikaner, Professor in Graz
- Hermann Klotz (1850–1932), Bildhauer
- Julius Jung (1851–1910), Althistoriker
- Karl Deutsch (1859–1923), Mundartdichter
- Hansi Andry (1864–1946), Schriftstellerin
- Thomas Walch (1867–1943), Genremaler
- Christian Plattner (1869–1921), Bildhauer und Maler
- Josef Schatz (1871–1950), Altgermanist und Mundartforscher
- Jakob Kopp (1871–1960), Mundartdichter
- Fritz Röck (1879–1953), Ethnologe, Altorientalist und Altamerikanist
- Karl Röck (1883–1954), Schriftsteller
- Leopold Pischl (1891–1985), Offizier und Skifunktionär
- Heinrich Kuen (1899–1989), Romanist und Sprachwissenschaftler
- Elfriede Blaickner (1904–2001), Volks- und Hauptschullehrerin, Politikerin (ÖVP)
- Josef Schnetzer (1905–1993), Maler
- Norbert Heltschl (1919–2017), Architekt
- August Stimpfl (1924–2010), Künstler
- Andreas Weissenbach (* 1925), Maler
- Franz Pirchner (1927–2019), Agrarwissenschaftler und Hochschullehrer
- Elmar Kopp (1929–2020), Maler und Bildhauer
- Ernst Grissemann (1934–2023), Radiomoderator und Journalist
- Reinhold Senn (1936–2023), Rennrodler
- Helmut Thaler (* 1940), Rennrodler
- Herbert Thaler (* 1940), Rennrodler
- Elmar Lechner (* 1944), Erziehungswissenschaftler
- Helmut Walch (* 1944), Spieleentwickler und Buchautor
- Walter Kofler (* 1945), Mediziner
- Klara Neurauter (* 1950), Politikerin (ÖVP)
- Hubert Auer (* 1959), Schulmeister und Kartenspielforscher
- Johann Staggl (* 1960), Hotelier und Politiker (ÖVP)
- Angela Eiter (* 1986), Sportkletterin
- Lukas Kammerlander (* 1990), Sportschütze

### Mit der Gemeinde verbundene Persönlichkeiten
- Josef Beyrer (1839–1924), Bildhauer
- Andreas Gebhart (1881–1934), Politiker
- Karoline Graswander-Hainz (* 1974), Politikerin (SPÖ)
- Wilhelm Grissemann (* 1944), Politiker (FPÖ)
- Gerhard Jäger (1966–2018), Journalist und Schriftsteller
- Karl von Lutterotti (1793–1872), Tiroler Volkskundler, Mundartdichter und Dialektforscher
- Reinhard Margreiter (* 1952), Autor und Philosoph
- Elmar Peintner (* 1954), Grafiker und Maler
- Maria Weber (1919–2011), Kinderdorf-Mutter
- Dora Czell (* 1947), Malerin und Kunsterzieherin

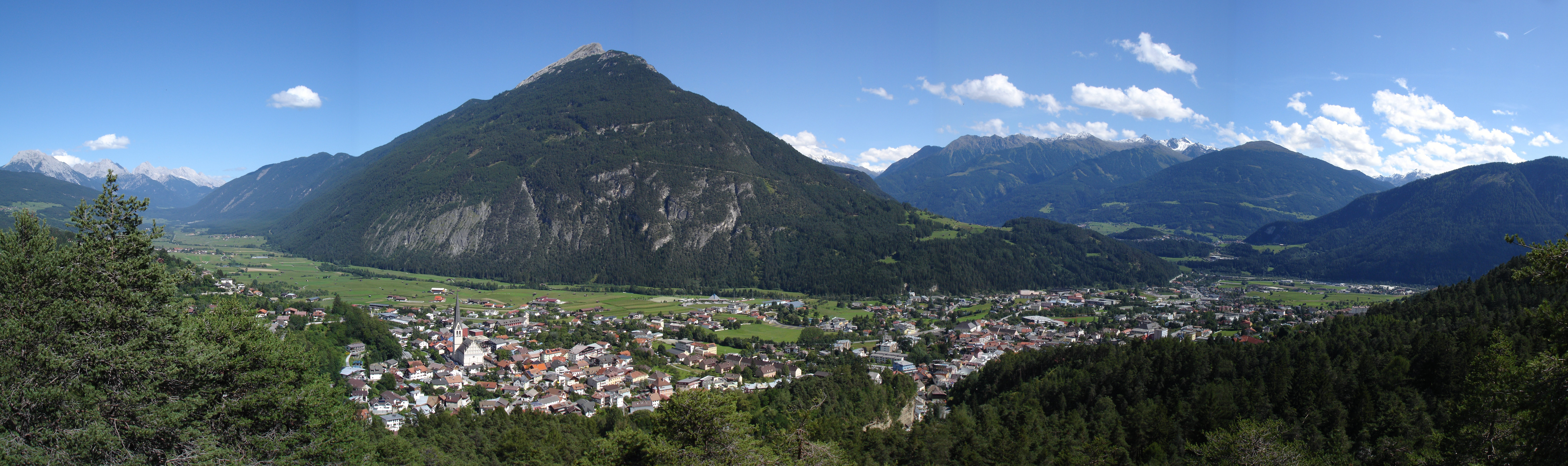
Imst vom Wetterkreuz gesehen, südöstliche Blickrichtung